# Phillip Whitehead

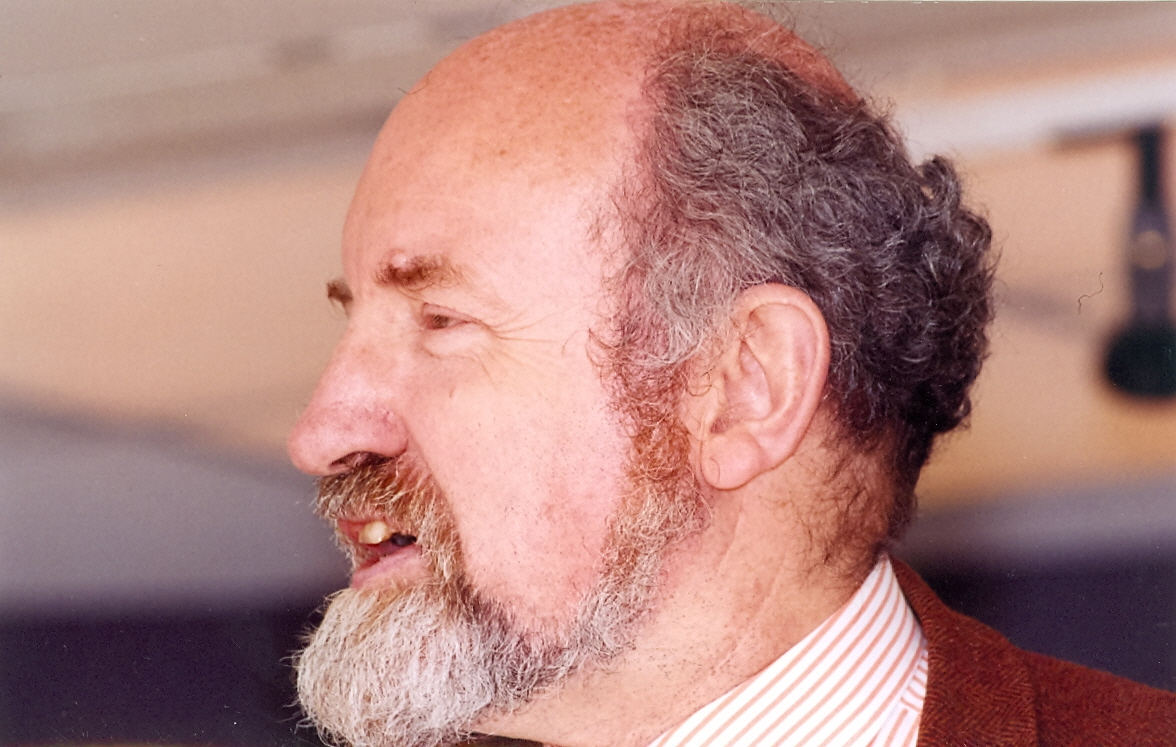
Phillip Whitehead

Phillip Whitehead (* 30. Mai 1937 in Matlock; † 31. Dezember 2005 in Chesterfield) war ein britischer Politiker. Whitehead war seit 1994 Mitglied des Europäischen Parlaments und bekannt als Vorsitzender der britischen Landesgruppe der Fraktion der Sozialdemokratischen Partei Europas im Europäischen Parlament. Er starb an den Folgen eines Herzinfarktes.